# Баршай Рудольф Борисович
Рудольф Борисович Баршай (28 вересня 1924, ст. Лабінська, Краснодарський край — 2 листопада 2010, Швейцарія) — радянський, британський і швейцарський альтист і диригент. Лауреат Премії Грамофон (1988), Каннської премії за класичну музику (2003) й інших премій.

## Біографія
Рудольф Борисович Баршай народився 28 вересня 1924 року в станиці Лабінській, Краснодарського краю Росії.
Учився в музичній школі при Ленінградській консерваторії як скрипаль і альтист. Закінчив московську консерваторію по класу альта (1948). Як альтист виступав разом з С. Ріхтером, Д. Ойстрахом, Л. Коганом, Є. Менухіним.
В 1955 створив Московський камерний оркестр, яким керував і диригував до 1977, коли переїхав до Ізраїлю й очолив Ізраїльський камерний оркестр. У 1982-1988 керував Борнмутським симфонічним оркестром. З 1986 влаштувався в Швейцарії. Виступав з Лондонським симфонічним й Королівським філармонічним оркестрами, Національним оркестром Франції, Оркестром Західнонімецького радіо, Симфонічним оркестром Токіо і багатьма іншими. Від 1990-х років очолював канадський симфонічний оркестр.
Останніми роками очолював журі Міжнародного конкурсу диригентів імені Тосканіні в Пармі. Жив у Швейцарії, не припиняючи працювати над партитурами.
Рудольф Борисович Баршай помер 2 листопада 2010 року.

## Виноски
1. 1 2 3  Deutsche Nationalbibliothek Record #104022957 // Gemeinsame Normdatei — 2012—2016.
2. ↑  Bibliothèque nationale de France BNF: платформа відкритих даних — 2011.
3. ↑  SNAC — 2010.
4. ↑  https://web.archive.org/web/20110707175735/http://www.askonasholt.com/news/obituary-rudolf-barshai-1924-2010
5. ↑  Помер знаменитий диригент Рудольф Баршай [Архівовано 3 листопада 2010 у Wayback Machine.] // повідомл. за 3 листопада 2010 року на Кореспондент.net